# Filles du Crucifix
Les Filles du Crucifix sont une congrégation religieuse féminine enseignante de droit pontifical. 

## Histoire
En 1836, Jean-Baptiste Quilici (en) (1791-1844), curé à Livourne, commence une œuvre pour venir en aide aux prostituées et ouvre une maison pour les accueillir. Au début, il essaye de confier son œuvre aux Sœurs de Saint Joseph de Turin mais sur les conseils de Raffaello Ghantuz Cubbe, évêque de Livourne, il fonde en 1840 une nouvelle congrégation religieuse.
Ce n'est qu'en 1840 que le gouvernement toscan consent à la création d'un nouvel institut religieux, qui reçoit le décret de louange le 15 janvier 1853 et l'approbation définitive du Saint-Siège en 1882. En 1893, la congrégation est divisée en trois branches autonomes de Livourne, Florence et Fauglia mais, à la demande du Saint-Siège, les branches de Livourne et Florence fusionnent en 1923 et celle de Fauglia (agrégée à l'ordre de Saint-Augustin le 11 octobre 1898) les rejoint en 1927.

## Activités et diffusion
Les sœurs se dédient à l'enseignement et à la réinsertion de jeunes inadaptées. 
Elles sont présentes en Italie et au Pérou.
La maison-mère est à Rome. 
En 2017, la congrégation comptait 69 sœurs dans 12 maisons.